# الا پاول

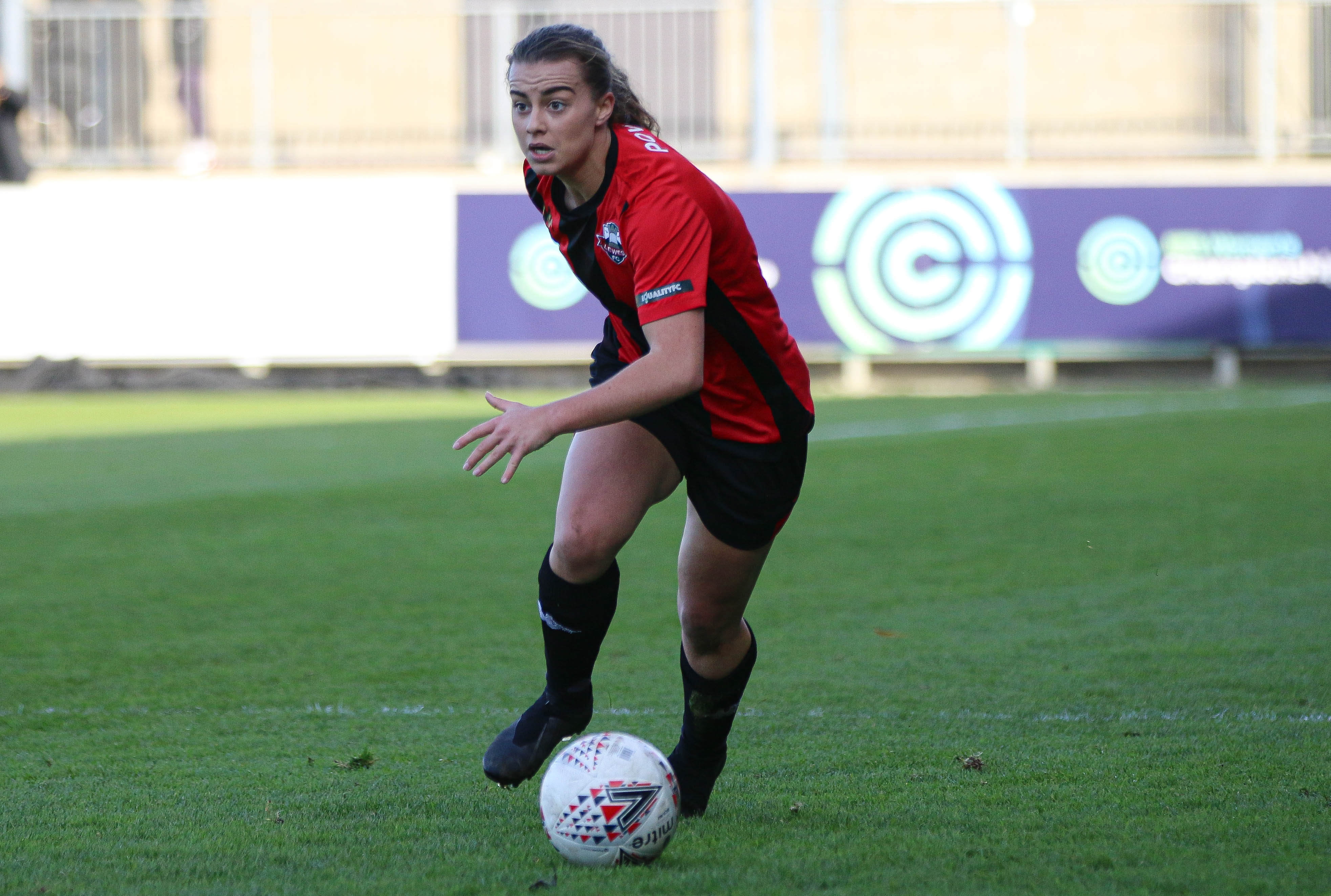
الا پاول در اکتبر ۲۰۱۹

الا مای فلورنس پاول (انگلیسی: Ella Mae Florence Powell، زادهٔ ۱ فوریه ۲۰۰۰) بازیکن فوتبال ولزی است که در پست مدافع و مهاجم برای جورجیا استیت پنثرز و تیم ملی ولز بازی می‌کند.
پاول در ۱۰ نوامبر ۲۰۱۸ نخستین بازی ملی‌اش را برای تیم ملی ولز در بازی دوستانه در برابر پرتغال انجام داد که این بازی با شکست ۱–۰ ولز به پایان رسید.